# Mulher de Tecoa

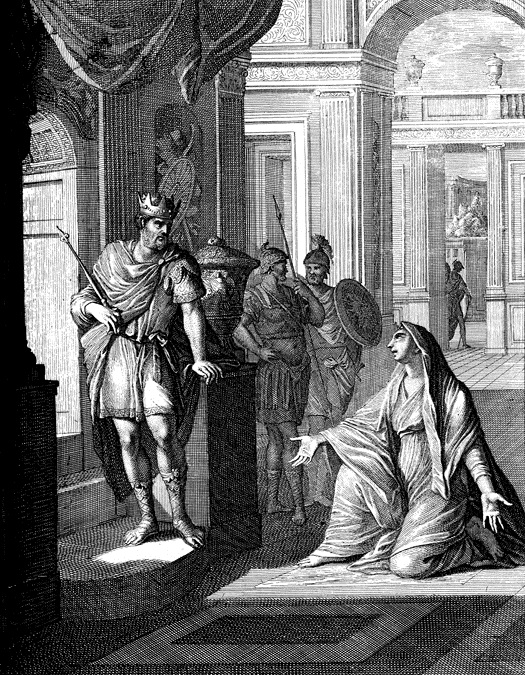
Representação da mulher de Tecoa ajoelhada diante de Davi, por Caspar Luiken

A mulher de Tecoa é uma figura sem nome na Bíblia Hebraica. Ela aparece em 2 Samuel 14, depois que Absalão foi banido após o assassinato de seu irmão Amnom. Depois de Absalão ter estado banido por três anos, Joabe quis que Davi se reconciliasse com Absalão e procurou uma "mulher sábia" de Tecoa para lhe ajudar. Joabe diz à mulher para fingir estar de luto, e ela conta uma história a Davi para obter sua simpatia e obter seu julgamento favorável. A mulher diz que seu filho matou seu irmão e agora o resto da família quer matá-lo. Quando Davi decide que seu filho deve ser poupado, a mulher tecoíta lhe diz que ele deve fazer o mesmo por Absalão. Este apelo foi bem-sucedido e Joabe trouxe Absalão de volta a Jerusalém, embora Davi não quisesse ver Absalão.
Claudia V. Camp sugere que a sábia mulher de Tecoa "emprega a bajulação servil de um social inferior", mas que a narrativa questiona a "qualidade da sabedoria da mulher", já que quatro anos depois Absalão se rebelou contra Davi. Jacob Hoftijzer, no entanto, argumenta que a mulher de Tecoa é uma mulher capaz, capaz de realizar uma tarefa muito delicada.